# طبشرة باب

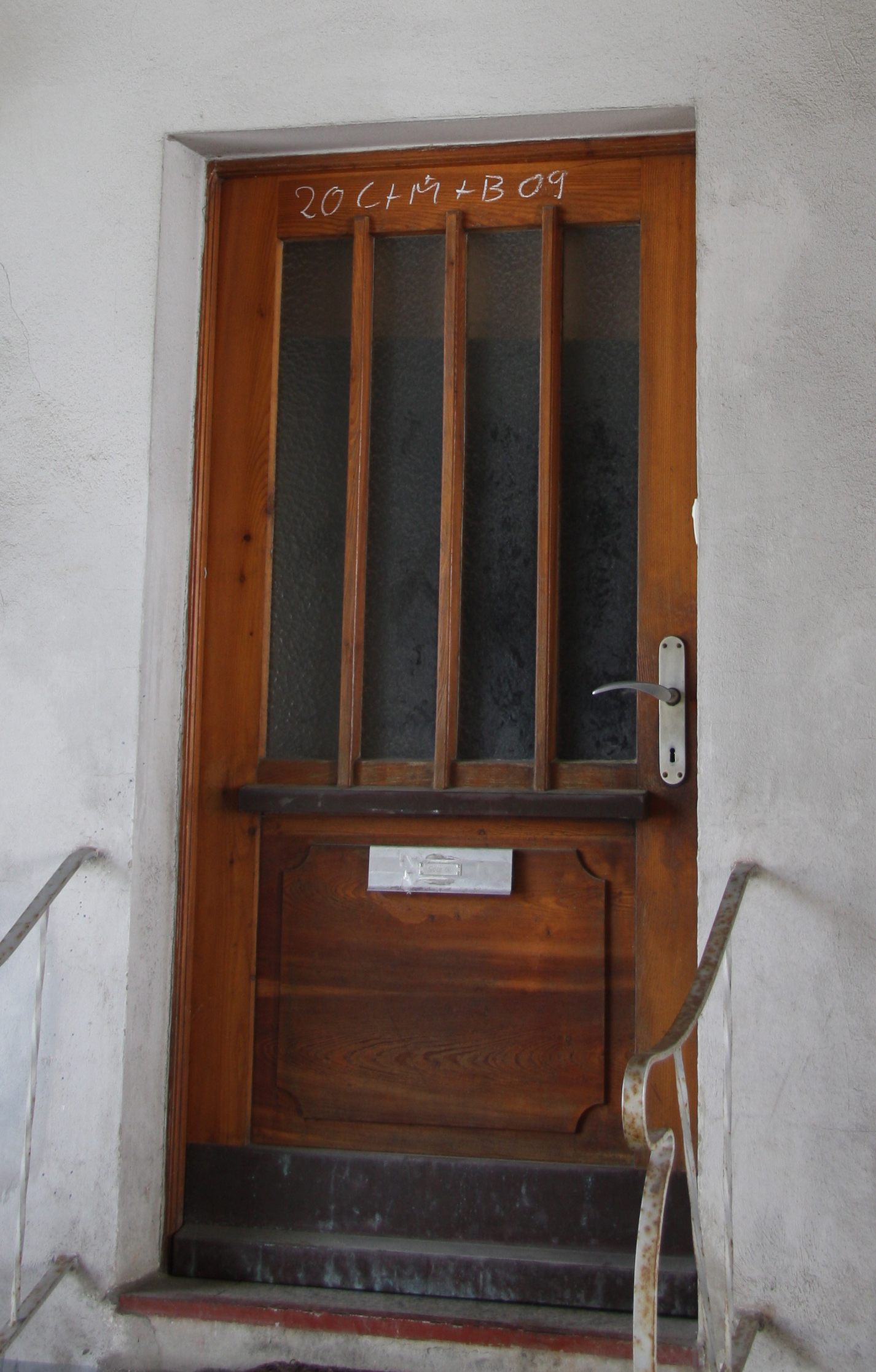
طبشرة باب شفة في ألمانيا في موسم عيد الغطاس

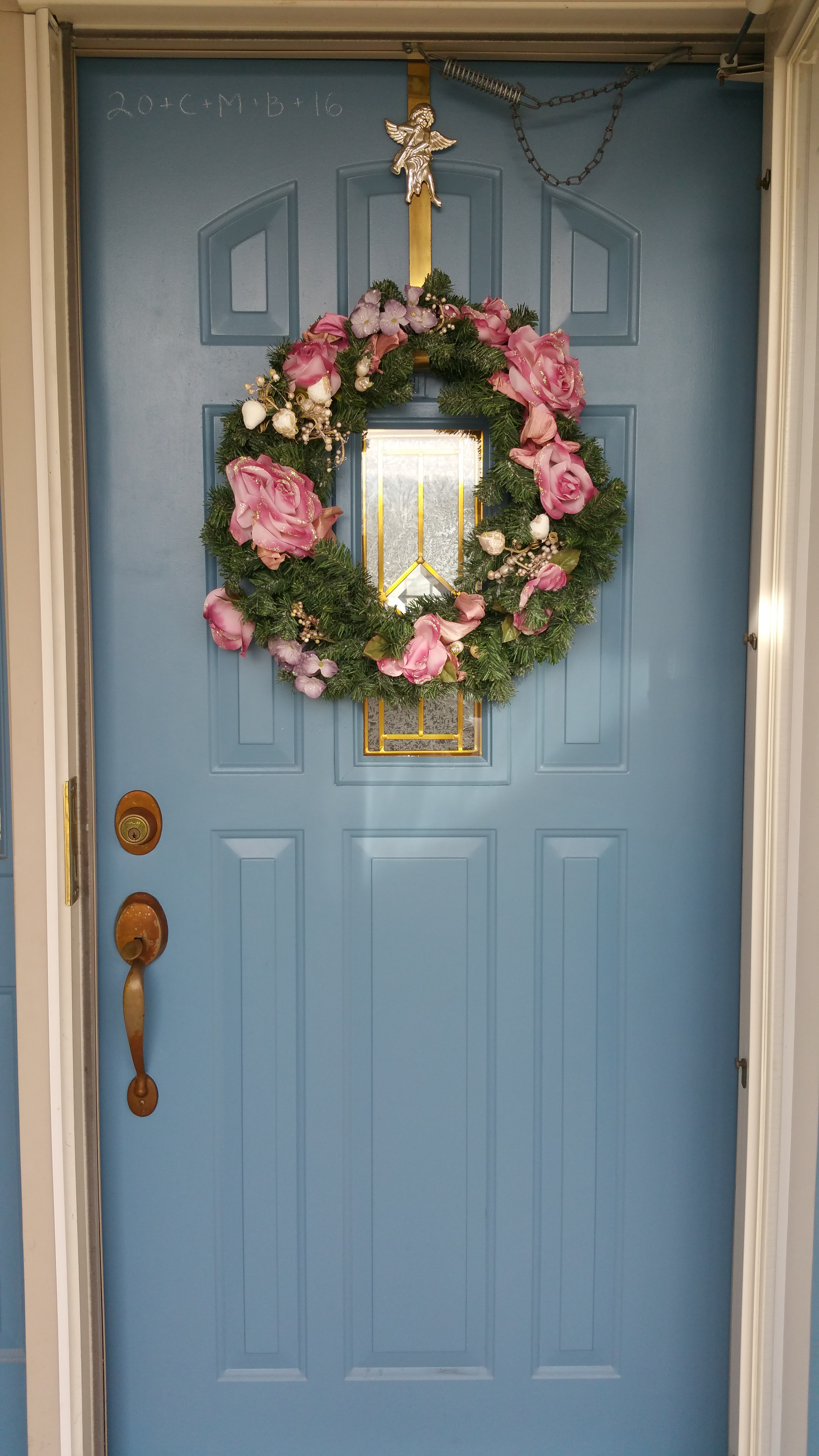
إكليل عيد الميلاد يزين باب ذو العليا اليسرى مُطبشرة في موسم عيد الغطاس، وشماعات إكليل الزهور التي تحمل لافتة رئيس الملائكة جبرائيل

طَبْشَرة الباب هو تقليد مسيحي لعيد الغطاس يُستخدم لمباركة المنزل.

## عيد الغطاس
إما في ليلة عيد الغطاس (5 يناير كانون الثاني) أو في يوم عيد الغطاس (6 يناير كانون الثاني) نفسه العديد من المسيحيين (مثل الإنجيليين واللوثريين والميثوديين والمشيخيين والروم الكثليين) يكتبون على أبوابهم أو عتباتهم بالطباشير بنمط مثل "20 ✝ C ✝ M ✝ B ✝ 23 ". تشير الأرقام في هذا المثال إلى العام الميلادي 2023 والصلبان إلى المسيح. تشير الأحرف C و M و B إلى الأسماء التقليدية للموغ (كَسبار ومليكور وبلطاصر) أو هي اختصار لعبارة البركة اللطينية Christus mansionem benedicat وتعني ليبارك المسيح هذا البيت.